# Paragordius minusculus
Paragordius minusculus är en tagelmaskart som beskrevs av Carvalho 1944. Paragordius minusculus ingår i släktet Paragordius och familjen Chordodidae. Inga underarter finns listade i Catalogue of Life.